# Middlefield (Ohio)
Middlefield – wieś w Stanach Zjednoczonych, w stanie Ohio, w hrabstwie Geauga.